# Geoffrey Holiday Hall
Geoffrey Holiday Hall (Santa Cruz (Nuovo Messico), 30 ottobre 1913 – 1º gennaio 1981) è stato uno scrittore statunitense.

## Biografia
Geoffrey Holiday Hall, della cui vita precisamente non si sa quasi nulla, fu uno scrittore e giornalista americano. Il suo primo romanzo, The End is Known del 1949 fu inserito nella lista dei finalisti per il premio Edgar per la migliore opera nel 1950; l'opera, pubblicata in Francia con un finale diverso, vinse nel 1953 Le Grand prix de littérature policière per il migliore poliziesco in lingua non francese.
In Italia, la sua scoperta si deve allo scrittore siciliano Leonardo Sciascia, che fece pubblicare per l'editore Sellerio gli unici due romanzi di Holiday Hall, senza trovare riscontri né certezze sulla sua vita: neanche sull'unica fotografia esistente, o per le date e il luogo di nascita e morte.

## Opere
- The End is Known, 1949
  - La morte alla finestra, Collana I Gialli Mondadori n.189, Milano, Arnoldo Mondadori Editore, 13 settembre 1952; Collana I Capolavori dei Gialli Mondadori n.257, Mondadori, 1964.
  - La fine è nota, trad. di Simona Modica, con una nota di Leonardo Sciascia, Collana La memoria n.210, Palermo, Sellerio, 1990, ISBN 978-88-389-0614-5; Collana La rosa dei venti n.10, Sellerio, 2009; Collana Promemoria n.4, Sellerio, 2021, ISBN 978-88-389-4236-5.
- The Watcher at the Door, 1954
  - Qualcuno alla porta, trad. di Stefania Bruno, Collana La memoria n.255, Palermo, Sellerio, 1992, ISBN 978-88-389-0824-8; Collana Tracce, Roma, Editori Riuniti, 1997, 978-88-359-4207-8.